# Вуїлькер Фаріньєс
Вуїлькер Фаріньєс (ісп. Wuilker Faríñez, нар. 15 лютого 1998, Каракас) — венесуельський футболіст, воротар французького «Ланса».
Виступає за національну збірну Венесуели.

## Клубна кар'єра
У дорослому футболі дебютував 2014 року виступами за команду клубу «Каракас», кольори якої захищає й донині.

## Виступи за збірну
2016 року дебютував в офіційних матчах у складі національної збірної Венесуели. Наразі провів у формі головної команди країни 1 матч.
У складі збірної був учасником Кубка Америки 2015 року в Чилі, Кубка Америки 2016 року в США.

## Титули і досягнення
- Переможець Суперліги Колумбії (1):

«Мільйонаріос»: 2018